# 内小友
内小友（うちおとも）は、秋田県大仙市の大字。郵便番号014-0073。本項では同地域にかつて存在した仙北郡内小友村（うちおともむら）についても記す。

## 地理
仙北市中心部の南西に位置する。東で藤木・角間川町、西・北で南外、北で六郷西根・大曲西根、南で横手市大森町板井田と隣接する。秋田自動車道が南東から北西に通過、国道105号・大曲西道路（本荘大曲道路）が東西に横断し、交点には大曲インターチェンジが所在する。

### 山岳
- 成島山
- 寒風山
- 八森山
- 雷電山

### 河川
- 雄物川

### 小字
字西村、字中山、字小出沢、字荒山台、字泉沢、字伊岡、字北太田、字太田、字七頭、字上余り目、字元木、字石持、字寺山、字中沢、字山根、字南尻引、字館前、字伊勢堂、字荒町、字宮後、字宮下、字仙北屋、字九十九沢、字宮林、字伊豆沼、字中田宮東、字上中田、字上高花、字宮南、字金坪沢

## 世帯数と人口
2015年（平成27年）10月1日現在の世帯数と人口は以下の通りである。
| 小字             | 世帯数  | 人口    |
| ---------------- | ------- | ------- |
| 内小友字西村     | 18世帯  | 61人    |
| 内小友字中山     | 20世帯  | 70人    |
| 内小友字小出沢   | 17世帯  | 47人    |
| 内小友字荒山台   | 22世帯  | 70人    |
| 内小友字泉沢     | 17世帯  | 52人    |
| 内小友字伊岡     | 25世帯  | 90人    |
| 内小友字北太田   | 11世帯  | 32人    |
| 内小友字太田     | 40世帯  | 117人   |
| 内小友字七頭     | 16世帯  | 51人    |
| 内小友字元木     | 9世帯   | 32人    |
| 内小友字石持     | 16世帯  | 46人    |
| 内小友字寺山     | 19世帯  | 59人    |
| 内小友字中沢     | 67世帯  | 241人   |
| 内小友字南尻引   | 12世帯  | 32人    |
| 内小友字館前     | 32世帯  | 82人    |
| 内小友字伊勢堂   | 12世帯  | 38人    |
| 内小友字荒町     | 32世帯  | 112人   |
| 内小友字宮後     | 19世帯  | 70人    |
| 内小友字宮下     | 34世帯  | 114人   |
| 内小友字仙北屋   | 30世帯  | 94人    |
| 内小友字九十九沢 | 33世帯  | 128人   |
| 内小友字宮林     | 86世帯  | 275人   |
| 内小友字伊豆沼   | 18世帯  | 56人    |
| 内小友字中田宮東 | 9世帯   | 35人    |
| 内小友字上中田   | 23世帯  | 79人    |
| 内小友字上高花   | 50世帯  | 166人   |
| 内小友字宮南     | 23世帯  | 84人    |
| 計               | 710世帯 | 2,333人 |

## 歴史

### 沿革
- 1889年（明治22年）4月1日 - 町村制の施行により、内小友村、中田新田村、宮林新田村の区域をもって内小友村が発足。
- 1954年（昭和29年）5月3日 - 大曲町・花館村・大川西根村・藤木村・四ツ屋村が合併して大曲市が発足。同日内小友村廃止。
- 2005年（平成17年）3月22日 - 大曲市が神岡町・西仙北町・中仙町・協和町・南外村・仙北町・太田町と合併して大仙市が発足。

## 交通

### 道路
- 秋田自動車道
  - 大曲インターチェンジ
- 大曲西道路（本荘大曲道路）
  - 大曲インターチェンジ - 伊岡インターチェンジ - 山根インターチェンジ
- 国道105号
- 秋田県道36号大曲大森羽後線

## 施設
- 大仙市総合公園
- 大仙市営大曲球場
- 大曲ファミリースキー場
- 大仙市立内小友小学校
- 内小友郵便局

## 著名出身者
- 藤井帰一郎 (教育者)